# Théophile le Protospathaire
Théophile le Protospathaire (en grec Θεόφιλος ὁ Πρωτοσπαθάριος) est un médecin byzantin, auteur de plusieurs traités et commentaires médicaux. Il est aussi qualifié dans les différents manuscrits de φιλόσοφος (philosophe), μοναχός (moine), ἀρχιατρός (médecin-chef), ἰατροσοφιστής (professeur de médecine).

## Datation
L'époque où il a vécu a été très débattue : on l'a souvent situé au début du VIIe siècle, et il aurait été le maître d'Étienne d'Athènes, auteur d'un commentaire très proche aux Aphorismes d'Hippocrate, qui serait un développement à partir de celui de Théophile. Des recherches de Leendert G. Westerink semblent avoir établi qu'il a plutôt vécu au IXe siècle. Ce savant a corrigé l'intitulé incompréhensible de plusieurs manuscrits (Ἀφορισμοὶ τοῦ Ἱπποκράτου (sic) γραφέντες παρὰ Θεοφίλου πρωτοσπαθαρίου καὶ ἐπὶ τοῦ χρόνου τρίτου μετὰ τῶν σχολίων αὐτῶν changé en [...]ἐπὶ τοῦ χρ(υσ)οτρι(κλίν)ου[...]) : Théophile était donc un protospathaire ayant reçu les insignes de sa dignité dans la salle du Grand Palais appelée le Chrysotriklinos. Deux lettres du patriarche Photius (n°123 et 193) sont adressées à un « Théophile le Protospathaire » (et « sacellaire » dans la seconde), mais rien dans leur contenu ne confirme (ni d'ailleurs n'interdit) une identification avec l'auteur médical. Les manuscrits conservés les plus anciens datent du Xe siècle, terminus ante quem. Sinon, on peut relever qu'il témoigne dans ses traités d'une grande piété chrétienne (remerciant Jésus-Christ au début et à la fin).

## Œuvres
Les ouvrages qui lui sont attribués sont :
- un traité De l'organisation de l'homme (Περὶ τῆς τοῦ ἀνθρώπου κατασκευῆς), consacré à l'anatomie et à la physiologie, en cinq livres, dont les quatre premiers sont essentiellement un abrégé du De usu partium corporis humani de Galien, et le cinquième emprunte au De genitura et au De natura pueri d'Hippocrate ;
- un traité Sur les urines (Περὶ οὖρων), la plus importante monographie byzantine sur le sujet avant celle de Jean Actuarius ;
- un traité Sur les excréments (Περὶ διαχωρημάτων) ;
- un traité Sur les pouls (Περὶ σφυγμῶν) ;
- un traité Sur les différentes fièvres (Περὶ διαφόρων πυρετῶν) ;
- un commentaire sur les Aphorismes d'Hippocrate[5]
  - Philothei medici praestantissimi commentaria in aphorismos Hippocratis nunc primum e graeco in latinum sermonem conversa, trad. Luigi Corado (?), de Mantoue, 1581 : numérisation Google ; numérisation Medic@.

Certains manuscrits portent deux autres noms, « Philothée » et « Philarète » (ce dernier surtout dans la tradition arabe), mais la majorité des spécialistes considèrent qu'il s'agit d'un seul et même auteur. On a pu aussi distinguer deux Théophile différents. Les traités Sur les urines et Sur les pouls ont été très diffusés au Moyen Âge : en Occident, ils figuraient dans l'Articella, la collection de textes fondamentaux établie au XIIe siècle par l'école de Salerne. Ils ont inspiré Gilles de Corbeil.

## Éditions
- Friedrich Reinhold Dietz (éd.), Apollonii Citiensis, Stephani, Palladii, Theophili, Meletii, Damascii, Ioannis, aliorum Scholia in Hippocratem et Galenum e codicibus mss. Vindobonens., Monacens., Florent., Escorialens., etc., Kœnigsberg, 1834 (réimpr. Amsterdam, 1966), 2 volumes, II, p. 236-544.
- William Alexander Greenhill (éd.), Θεοφίλου Πρωτοσπαθαρίου Περὶ τῆς τοῦ ἀνθρώπου κατασκευῆς. Theophili Protospatharii De corporis humani fabrica. Libri V, Oxford, 1842.